# Rome, Iowa
Rome är en ort i Henry County i delstaten Iowa, USA.